# Tamandaré (kommunhuvudort)
Tamandaré är en kommunhuvudort i Brasilien.   Den ligger i kommunen Tamandaré och delstaten Pernambuco, i den östra delen av landet, 1 600 km nordost om huvudstaden Brasília. Tamandaré ligger 12 meter över havet och antalet invånare är 17 954.
Terrängen runt Tamandaré är platt. Havet är nära Tamandaré åt sydost. Närmaste större samhälle är Сиринхаем, 18,5 km norr om Tamandaré.